# Dymitr (Kantzavelos)
Dymitr, imię świeckie Demetri Kantzavelos – amerykański duchowny prawosławny pochodzenia greckiego, od 2006 biskup pomocniczy metropolii Chicago w Greckiej Archidiecezji Ameryki.

## Życiorys
Urodził się w Chicago. 1 października 1989 r. został wyświęcony na diakona, a w 1992 r. – na kapłana. Chirotonię biskupią otrzymał 9 grudnia 2006.